# Schnürung
Als Schnürung wird eine Verschließmethode bezeichnet, meist von Kleidung. Sie verbindet zwei Kanten eines Teiles durch eine durch Löcher oder Ösen gezogenen Schnur.

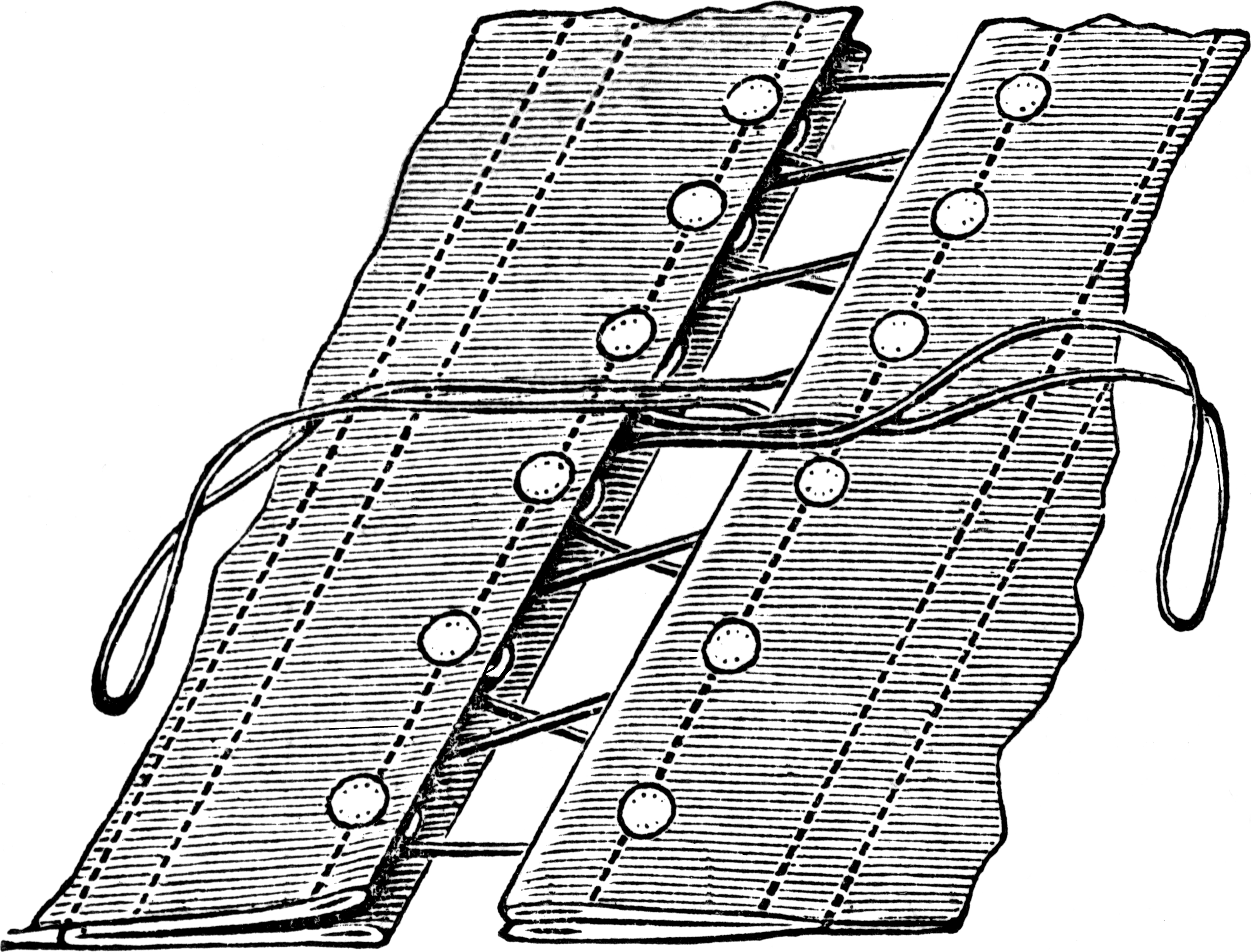
Schnürung an einem Korsett (um 1880) gleicht einem „Flaschenzug“

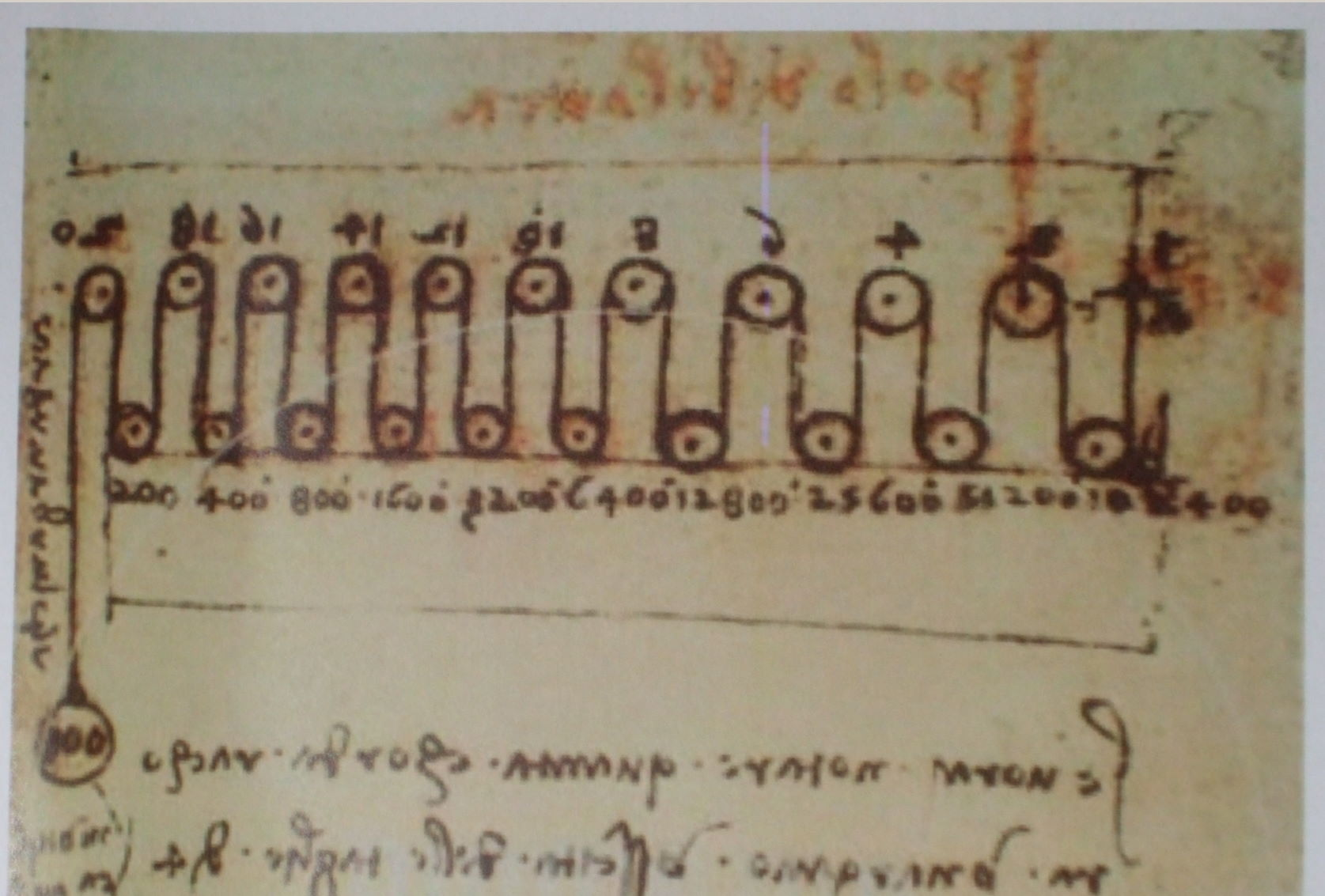
Einseitig gezogener Flaschenzug. Ohne Rollen und durch Ösen gezogen, gleicht er der (Einhand-)Schnürung

## Prinzip
Zwei gegenüberliegende Kanten des Kleidungsstücks werden durch die hin- und herlaufende Schnur verbunden, im Grunde genommen grob vernäht. Durch Zug an den Schnurenden werden beide Teile zusammengezogen, abschließend wird die Schnürung durch Verknoten der Schnurenden fixiert. Als fester und zugleich leicht wieder lösbarer Knoten ist die Schleife beliebt.
Im Gegensatz zu anderen Verschließmethoden (Knöpfung, Reißverschluss) wird die auf die Schnurenden ausgeübte Zugkraft durch den Schnurverlauf vervielfältigt (Flaschenzugprinzip), so dass auch ein extrem fester Verschluss möglich ist. Während bei einem Flaschenzug ein punktförmiger Zug zwischen zwei Haken angestrebt wird, ist bei einer Schnürung die Verteilung der Zugkraft auf mehrere Angriffspunkte der gegenüberliegenden, langen „Lochrandstreifen“ ausgelegt.

Auf Grund der Reibung an Ösen, Haken, Löchern, Schleifen oder Stoffen, kann bei einer großen Anzahl der Umlenkungen ein starker Kraftaufwand beim Zuziehen an der Schnur erforderlich sein.

## Bei Bekleidung
In heutiger Zeit ist die Schnürung zum Verschluss von Schnürschuhen mit Schnürsenkeln üblich.
Zum lösbaren Verschluss von Kleidungsstücken und zur Verbindung zweier Kleidungsstücke wurden früher sogenannte Nestelbänder verwendet. Diese Art des Verschlusses wurde auch als „(an-)nesteln“ bezeichnet. Die Enden der Nestelbänder wurden oft mit Metallhülsen, den sogenannten „Nestelspitzen“ versehen, um sie leichter durch die Löcher oder Ösen führen zu können.
Für die Stärkung der Verbindungen an körperformenden Kleidungsstücken, die großer Zugkraft standhalten müssen, Korsettmacher verwendeten die Schnürung bei Korsetts. Sie ist jedoch auch bei Trachten, Trachtenmode, bei Miedern und diverser Oberbekleidung beliebt, um optische Akzente zu setzen. Später fand die Schnürung auch für Corsagen und bei Dessous weitere Einsatzbereiche.
Außer bei Kleidung wurde die Schnürung beispielsweise zum Verschließen von Lederfußbällen eingesetzt.

## Anwendungsbeispiele

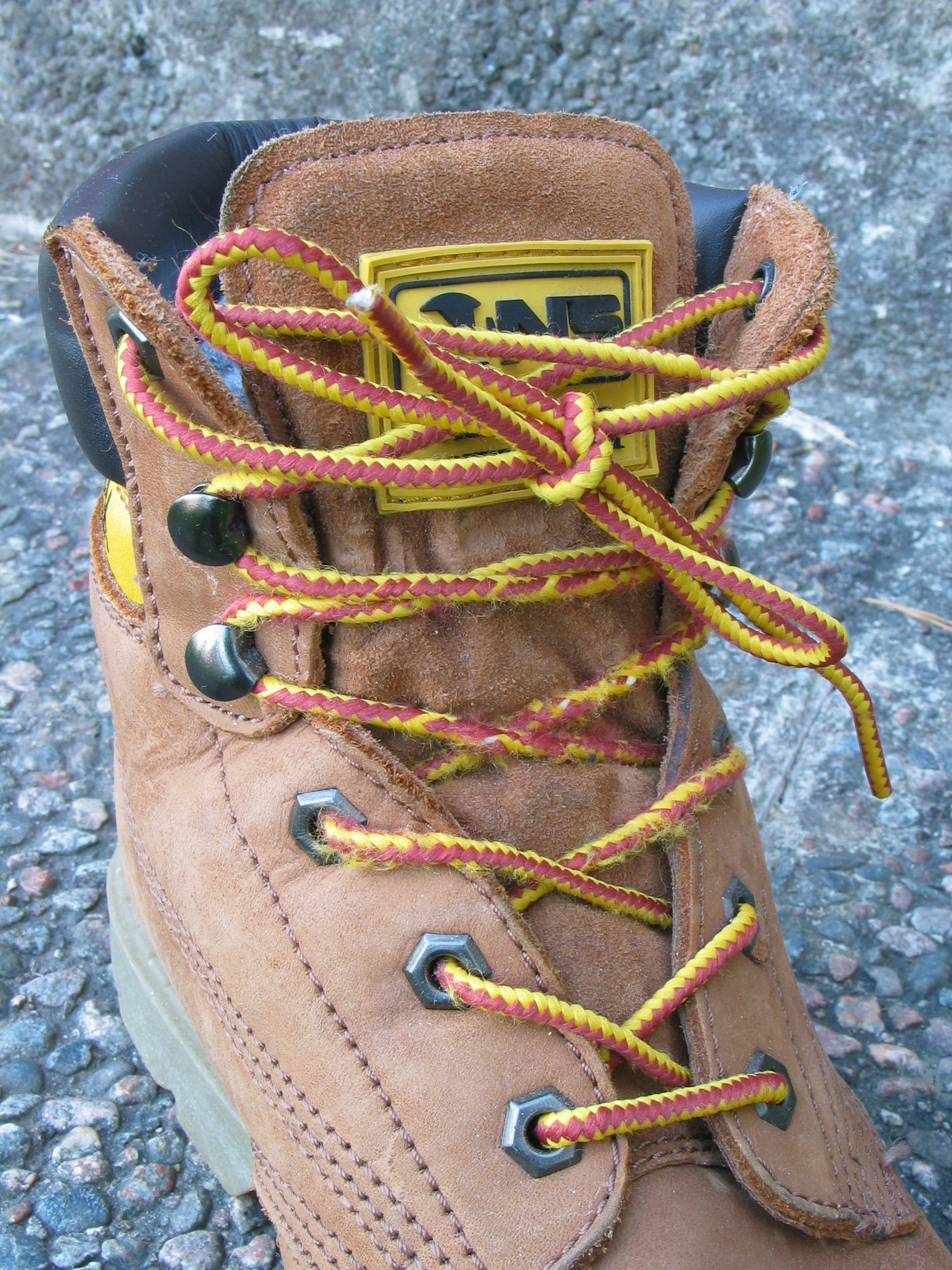
Schnürsenkel als bekannteste Schnürung, hier mit Haken und Ösen
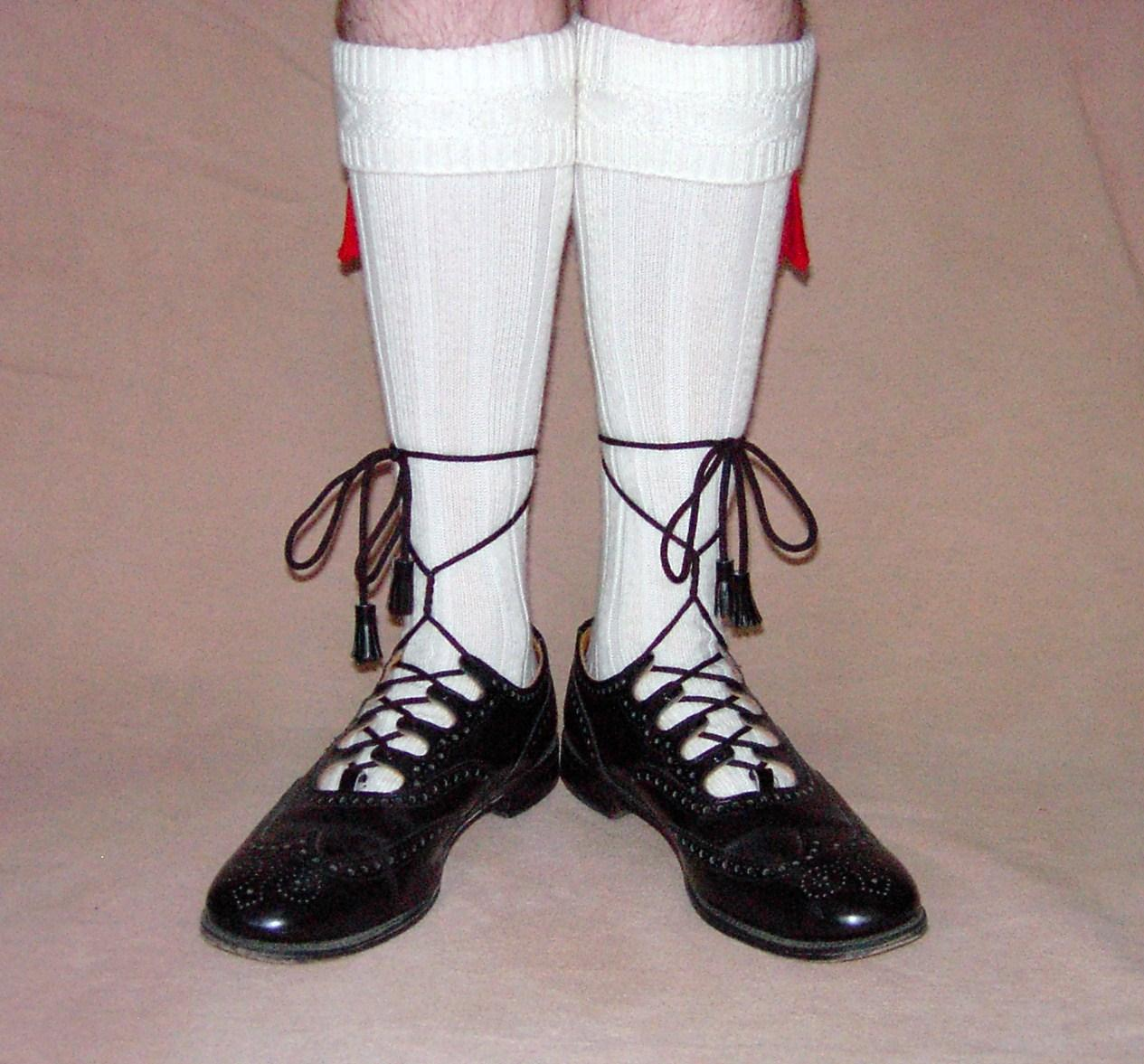
Schnürung an einem Brogue-Schuh
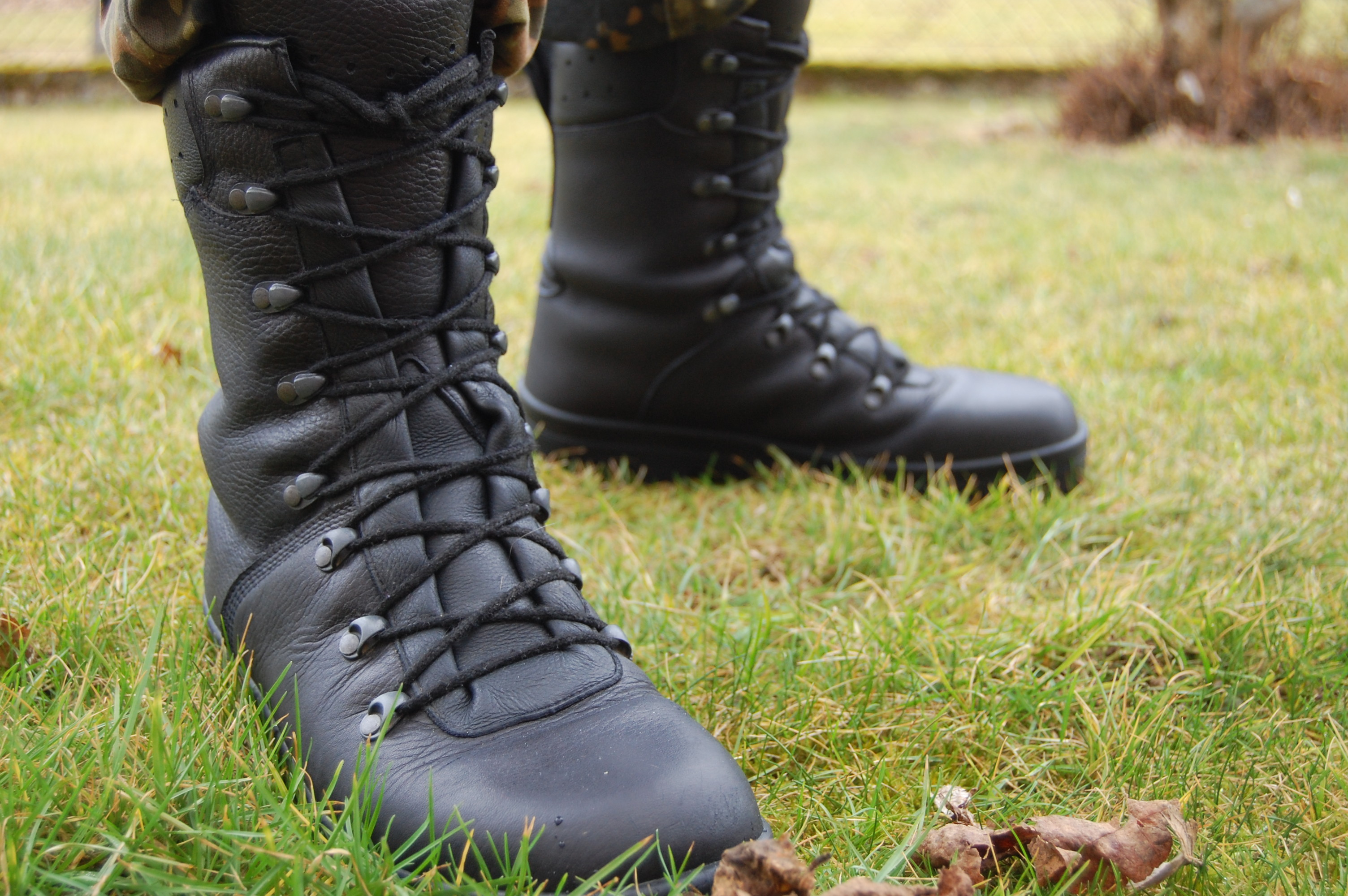
Kampfstiefel
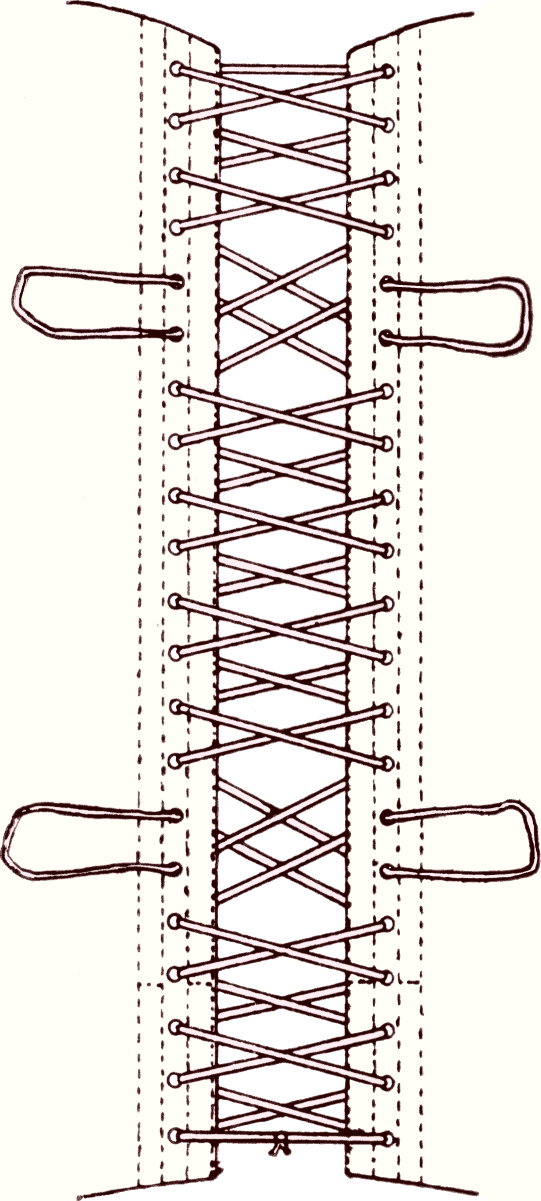
Lange Schnürung unterteilt
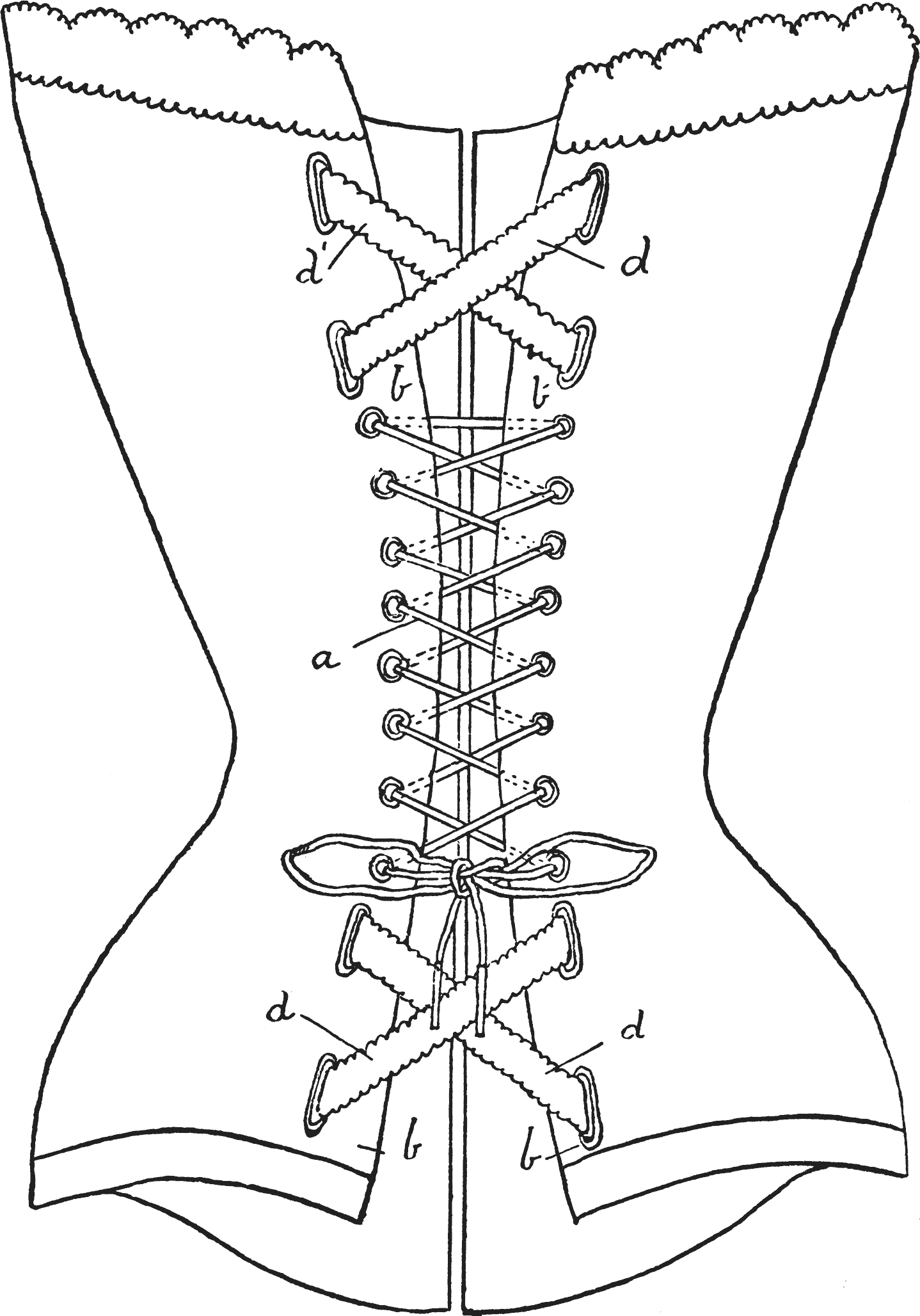
Unterschiedlich breite Bänder
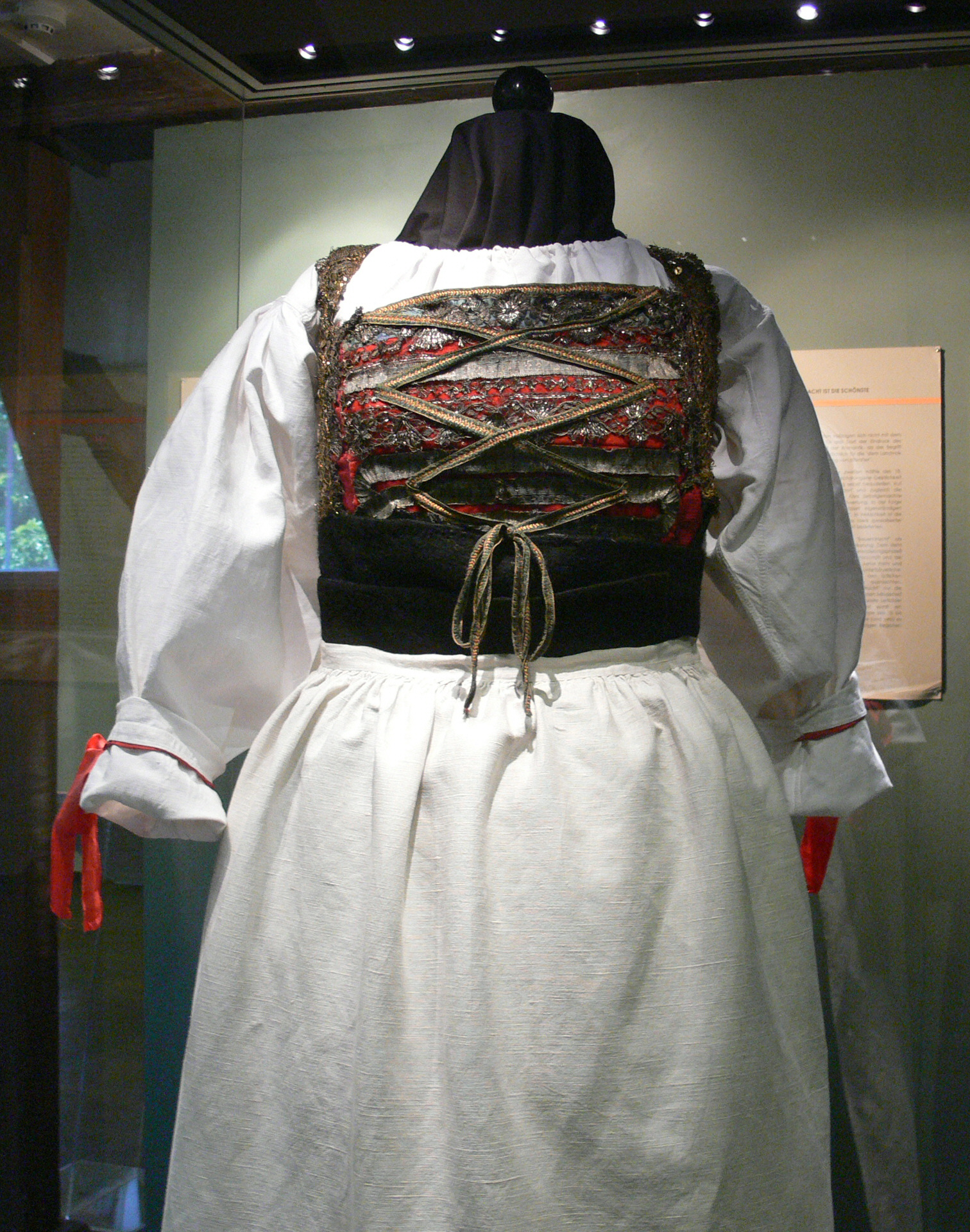
Schnürung an einer Tracht
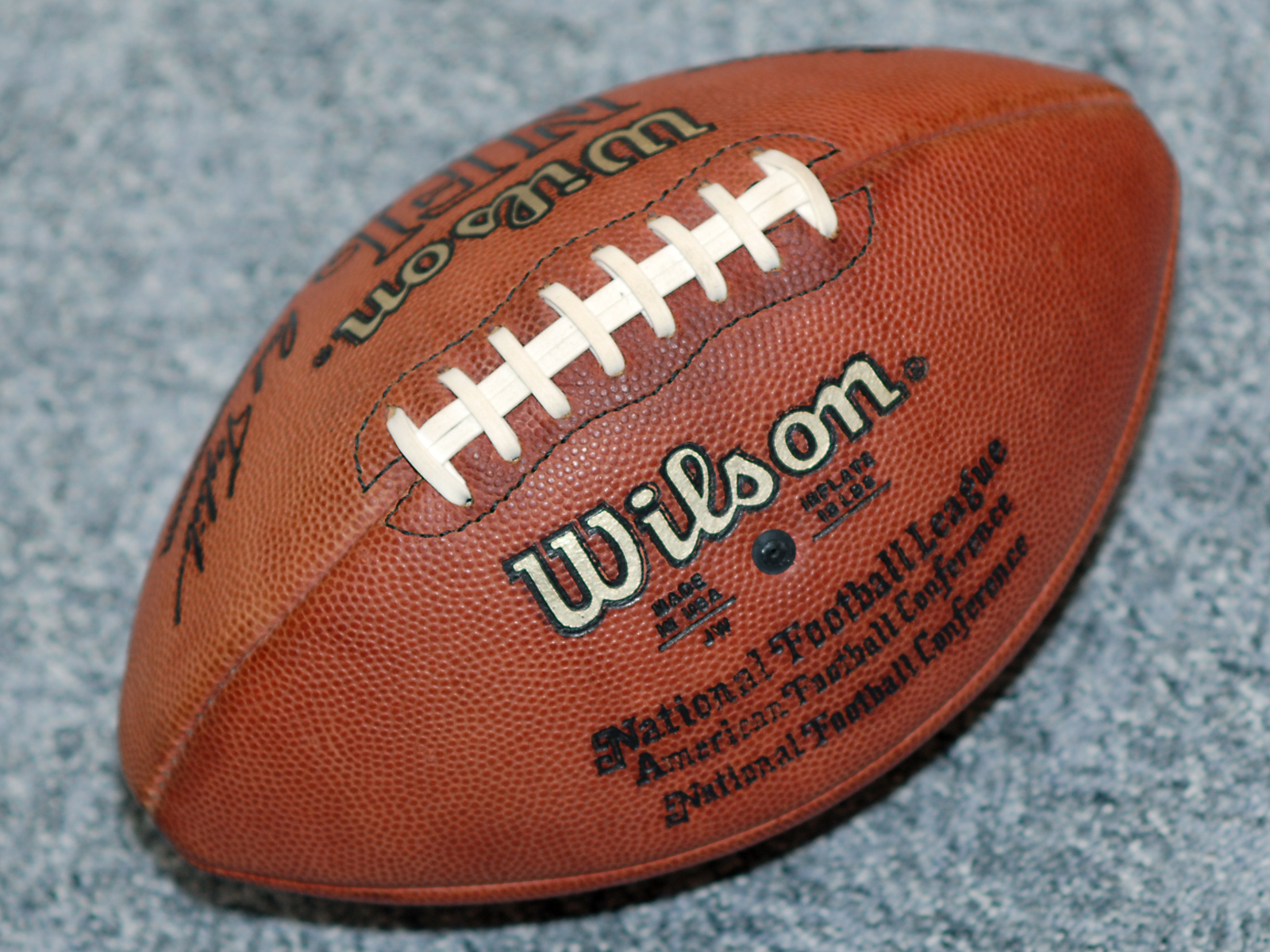
American Football

## Schnürmethoden
Der Verlauf, den die Schnur durch die einzelnen Ösen nimmt, ist nicht fest vorgegeben, es sind zahlreiche Variationen möglich. Zur Wahl der jeweils geeigneten Schnürmethode, vor allem bei Schuhen, sind verschiedene Aspekte zu berücksichtigen:
Zugkraft
Die aufzuwendende Zugkraft, um eine bestimmte Verschlusskraft zu erzielen, kann sehr unterschiedlich sein, beispielsweise stark erhöht, wenn Reibungskräfte zu überwinden sind oder ein weitgehend längs verlaufendes Schnurstück nur eine kleine Kraftkomponente zur Verschlusskraft beiträgt. Andererseits ist es ein manchmal gewünschter Effekt einer ineffizienten Schnürung, dass sie sich auch ohne Fixierung nicht so leicht löst.
Tragekomfort
Eine feste Schnürung mit einer dicken Schnur kann zu Druckstellen führen. Dies kann durch die Art der Schnürung verstärkt oder gemildert werden. Ebenso kann man mit bestimmten Schnürmethoden auch unterschiedlich fest geschnürte Zonen erzielen.
Symmetrie
Eine asymmetrische Schnürung hat meist den Nachteil, dass nach mehreren Schließ- und Öffnungsvorgängen die Schnurenden unterschiedliche Längen haben.
Ästhetik
Ein regelmäßiges, einfaches Erscheinungsbild der Schnürung, aber auch ein Verbergen der auf der Unterseite geführten Schnurstücke, wird als ästhetisch besonders ansprechend empfunden. Für unterschiedliche Schuhe oder Kleidungsstücke sind es aber oft verschiedene Schnürmethoden, die als besonders geeignet angesehen werden (z. B. sportliche oder elegante Varianten). Es gibt auch regelrechte Zierschnürungen, eventuell mit verschiedenen Farben, die mehr optische als praktische Zwecke erfüllen.
Einfachheit
Wenn der Arbeitsaufwand für die Schnürung von Bedeutung ist (z. B. in Schuhgeschäften), werden einfache Schnürungen bevorzugt. Ebenso stellt die Schnürung von Schuhen ein besonderes Problem für Menschen dar, die dafür nur eine Hand einsetzen können. Auch für diese Einsatzzwecke gibt es spezielle Schnürmethoden. (Einhandschnürung)

## Im BDSM-Bereich
Im BDSM-Bereich werden Schnürungen beispielsweise beim Monohandschuh und beim Korsett-Piercing genutzt.